# Departamento de Iriondo
Departamento de Iriondo är en kommun i Argentina.   Den ligger i provinsen Santa Fe, i den centrala delen av landet, 400 km nordväst om huvudstaden Buenos Aires.
Trakten runt Departamento de Iriondo består till största delen av jordbruksmark. Runt Departamento de Iriondo är det glesbefolkat, med 20 invånare per kvadratkilometer.